# Kvamsbrotet
Kvamsbrotet (norwegisch für Saumtalbruch) ist ein langer Gebirgskamm im ostantarktischen Königin-Maud-Land. Er ragt im Zentrum des Alexander-von-Humboldt-Gebirges im Wohlthatmassiv auf.
Wissenschaftler des Norwegischen Polarinstituts benannten ihn 1968.